# Hugo Sperrle
Hugo Sperrle (* 7. února 1885 Ludwigsburg – 2. dubna 1953 Mnichov) byl německý polní maršál během druhé světové války a letecký důstojník.

## První světová válka
Do armády vstoupil jako kadet u 8. Würtemberského pluku velkovévody Fridricha von Baden. Po vypuknutí první světové války se přihlásil k císařskému letectvu, úspěšně složil pilotní zkoušky a sloužil jako letecký pozorovatel. Na konci roku 1914 byl povýšen na kapitána a stal se velitelem 42. leteckého oddílu. V únoru 1916 havaroval s letadlem a byl vážně zraněn. O dva měsíce později znovu nastoupil do služby. Později se stal velitelem letky 7. armády a obdržel řadu ocenění: Železný kříž 1. a 2. třídy a Rytířský kříž královského domu řádu Hohenzollernů s meči.

## Výmarská republika
Po válce byl přijat do Reichswehru, ale protože podle Versailleské smlouvy nesmělo Německo disponovat vojenským letectvem, sloužil na ministerstvu obrany v oblasti logistiky a zůstal zde až do 15. srpna 1927. Poté byl povýšen do hodnosti majora a byla mu přidělena funkce vedoucího oddělení vzdušné obrany. Dne 31. ledna 1929 se stal velitelem letecké skupiny a zde se podílel na plánování rozvržení německých vzdušných sil, které byly stále ještě v utajení. Dne 1. února 1931 byl povýšen na podplukovníka a o dva roky později na plukovníka. Dne 28. února 1934 odešel z Reichswehru a nastoupil na ministerstvo letectví.

## Španělská občanská válka
Sperrleho logistické a organizační dovednosti byly využity při budování nové Luftwaffe a bylo mu rovněž svěřeno velení 1. letecké divize. Dne 1. října 1935 byl povýšen na generálmajora a stal se velitelem V. vzdušného obvodu u Mnichova. Španělské občanské války se zúčastnil jako velitel Legie Condor až do roku 1937. Pozici náčelníka štábu zastával budoucí polní maršál Wolfram von Richthofen. Po návratu ze Španělska byl povýšen na generála letectva (něm. General der Flieger) a dne 1. dubna 1937 převzal velení 3. letecké skupiny se sídlem v Mnichově.

## Druhá světová válka
V době vypuknutí druhé světové války velel 3. letecké skupině, ale tažení do Polska se nezúčastnil. Poprvé zasáhl do bojů až v květnu 1940 proti Francii, kde zajišťoval taktickou podporu postupujícím vojskům. Dne 19. července 1940 byl rovnou povýšen do hodnosti polního maršála a přeskočil tedy hodnost generálplukovníka.
3. letecká skupina sehrála hlavní úlohu v letecké bitvě o Británii s cílem zajistil bezpečné vylodění německých pozemních sil. I přesto, že chtěl zajistit u vrchního velitele Luftwaffe říšského maršála Hermanna Göringa pokračování útoku na britská letiště, Göring se rozhodl změnit strategii a začít bombardovat britská města.
Po začátku operace Barbarossa byla většina letadel přesunuta na východní frontu, ale on zůstal i se štábem 3. letecké skupiny na západě v Lucemburském paláci. Zajišťoval leteckou podporu Rommelovi v severní Africe a v roce 1944, krátce před spojeneckým vyloděním v Normandii, převzal velení všech leteckých sil na západní frontě. Jeho síly byly zdecimovány nedostatkem bojeschopných letadel, paliva a zkušených posádek a tak mohl na Den D poskytnout jen 319 funkčních letounů, které měly čelit obrovské převaze přibližně 9000 letadel. S ohledem na neschopnost jeho jednotek zmařit spojenecké vylodění byl v srpnu 1944 Hitlerem propuštěn.

## Poválečná doba
Polní maršál byl zajat, obviněn z válečných zločinů a souzen v procesu s vrchním velením, kde byl nakonec osvobozen. Konec života strávil v Mnichově, kde 2. dubna 1953 zemřel. Původně byl pohřben v Thainingu, ale po intervenci Kongregace nositelů rytířského kříže byl přemístěn na hřbitov Schwabstadl, poblíž letiště Lechfeld.

## Data povýšení
- Fähnrich - 25. února 1904
- Leutnant - 18. října 1904
- Oberleutnant - 18. října 1912
- Hauptmann - 28. listopadu 1914
- Major - 1. října 1926
- Oberstleutnant - 1. února 1931
- Oberst - 1. září 1933
- Generalmajor - 1. října 1935
- Generalleutnant - 1. dubna 1937
- General der Flieger - 1. listopadu 1937
- Generalfeldmarschall - 19. července 1940

## Vyznamenání
- Železný kříž, II. třída
- Železný kříž, I. třída
- Řád zähringenského lva, II. třída – rytířský kříž s dubovými listy a meči, 18. 05. 1915
- Královský hohenzollernský domácí řád , rytířský kříž s meči, 31. 03. 1917
- Militär-Flugzeugführer-Abzeichen
- Vojenský záslužný řád
- Řád Fridrichův, I. třída – rytířský kříž s meči,
- Reußische Ehrenkreuz, III. třída s meči
- Medalla de la Campaña (1936-39)[1]
- Cruz de Guerra [2]
- Spanisches Flugzeugführerabzeichen[3]
- Flugzeugführer- und Beobachterabzeichen, zlatá s brilianty, 19. 11 1937
- Španělský kříž, zlatý s brilianty
- Železný kříž, Spona 1939 k Železnému kříži 1914 II. třídy
- Železný kříž, Spona 1939 k Železnému kříži 1914 I. třídy
- Rytířský kříž Železného kříže, 17. 05. 1940

údaje použity z: německá Wikipedie-Hugo Sperrle